# Michèle Boegner
Pour les articles homonymes, voir Boegner.
Michèle Boegner, née le 12 août 1941 à Lyon 6e (Rhône) et morte le 1er avril 2021 à Argenteuil (Val-d'-Oise), fille cadette du journaliste Philippe Boegner et petite-fille du pasteur Marc Boegner, est une pianiste française.

## Biographie
Au Conservatoire national supérieur de musique, elle fait ses classes de piano auprès de Vlado Perlemuter et de musique de chambre auprès de Jacques Février. Elle obtient ses deux premiers prix à l’âge de quinze ans. Elle commence  alors une carrière internationale et remporte le deuxième Grand Prix au concours Georges Enesco à dix-sept ans. Parallèlement à sa carrière, elle se perfectionne à l'école Scaramuzza à Buenos Aires, puis auprès de Wilhelm Kempff et de Geza Anda. 
Sa carrière est marquée par Mozart, Haydn, Beethoven et Schubert, ainsi que par la musique française. Michèle Boegner s’est produite dans le monde entier, en Europe en particulier, tant comme soliste sous la direction des grands chefs d’orchestre de l’époque, qu’en récital et en musique de chambre dans les différentes formations allant jusqu’au sextuor.
Sa discographie comporte une vingtaine de titres. Elle enregistre pour (Les Discophiles Français) l’Intégrale des Sonates pour piano de Mozart (2009),  que la Fantaisie en ut mineur (décembre 2010) et un récital de musique française « Trois siècles en 18 pièces pour piano », de François Couperin à Gilbert Amy (2012).